# نصب ألبرت التذكاري
نصب ألبرت التذكاري(باللغة الانجليزية:The Albert Memorial)؛ هو أحد أشهر النصب التذكارية البريطانية في المملكة المتحدة، تم بناؤه في حدائق كنسينغتون بأمرٍ من الملكة فيكتوريا تخليدا لروح زوجها الأمير ألبرت.